# Gabriel Changson Chang
Gabriel Changson Chang ist ein Politiker im Südsudan. Er arbeitete im Ministry of Wildlife Conservation and Tourism und war später amtierender Minister of Finance im Kabinett des Sudan (حكومة السودان‎ 2009) und im Cabinet of South Sudan (2011).
Gabriel Changson Chang ist auch Vorsitzender der Partei South Sudan Federal Democratic Party (FDP), sowie Interims-Vorsitzender der South Sudan Opposition Alliance (SSOA). Am 15. Jul 2020 wurde Changson als Minister of Higher Education ernannt.